# Vonones granulatus
Vonones granulatus is een hooiwagen uit de familie Cosmetidae.